# Evgueni Iakouchkine
Evgueni Iakouchkine (en russe : Евгений Иванович Якушкин 1er février 1826 à Moscou et mort le 10 mai 1905 à Iaroslavl est un juriste russe, ethnographe et bibliographe.

## Biographie
Evgueni Iakouchkine est le fils cadet du décembriste Ivan Iakouchkine. Il nait à Moscou une semaine et demi après  l'arrestation de son père. Il est prénommé Evgueni en l'honneur du décembriste Evgueni Obolenski. Il termine les cours de la faculté de droit de l'université d'État de Moscou en 1847 puis poursuit des études de droit à l'étranger. 
En 1853 et 1855—1856, il part en Sibérie à Ialoutorovsk puis à Irkoutsk où, grâce à son père, il fait la connaissance de nombreux décembristes. 
En 1859, il rejoint le bureau de Iaroslavl de la chambre des propriétés de l'État. Il prend part à ce titre à la préparation des réformes qui aboutiront à la mise en vigueur de  l'abolition du servage de 1861 dans le gouvernement de Iaroslavl. Il a lui-même complètement libéré ses propres serfs. Dans les années 1860, il a été l'un des fondateurs à Iaroslavl des écoles du dimanche destinées à la formation des adultes. 
Dans sa jeunesse, il s'est intéressé de près à la littérature. Dès 1850 il commence à publier des articles dans des revues littéraires. Il écrit notamment sur Alexandre Pouchkine et rassemble des originaux et des copies dans des notes bibliographiques sur le poète.  
Il connaît personnellement, grâce à son père, de nombreux décabristes et recueille à leur sujet des documents relatifs à leurs activités et à leurs souvenirs. 
Iakouchkine a étudié de près la vie des paysans, ce qui l'a amené à effectuer des recherches scientifiques dans le domaine de l'ethnographie et dans celui du droit coutumier notamment des inorodtsy. La première édition de son Droit coutumier paraît en 1875.Elle sera suivie de trois autres éditions en 1896, 1899 et après sa mort en 1909. 
Il s'est progressivement constitué une vaste bibliothèque d'environ 15 000 volumes dans toutes les branches dont il s'était occupé. Il possédait aussi des livres rares dont il a fait don aux bibliothèques de Moscou et Iaroslavl. 
Evgueni Iakouchkine meurt le 27 avril 1905 à Iaroslavl, à l'âge de 79 ans.

## Crédit d'auteurs
- (ru) Cet article est partiellement ou en totalité issu de l’article de Wikipédia en russe intitulé « Евгений Иванович Якушкин » (voir la liste des auteurs).